# Movimiento Papa Egoró
El Movimiento Papa Egoró fue un partido político de Panamá que existió durante la década de 1990. Fue fundado en 1993 por el cantautor y actor Rubén Blades, quien se postuló como candidato presidencial para las elecciones generales de 1994. El nombre del partido proviene del idioma emberá y significa "Madre Tierra", el espectro político del partido se ubicaba en la centroizquierda.
En la campaña presidencial de 1994, Blades criticó el sistema económico y la corrupción que estaba imperando en el gobierno del presidente Guillermo Endara, lo que atrajo el voto joven. El partido se convirtió en una sorpresa electoral ya que con solo cinco meses, quedó en tercer lugar sin realizar alianza partidista con 182.405 votos (17% del total), solo superado por Ernesto Pérez Balladares (PRD) y Mireya Moscoso (Arnulfista). También obtuvo seis escaños en la Asamblea Nacional de Panamá.
Sin embargo, el partido sufrió un proceso de disputas internas, debido a que Blades volvió a su carrera artística en los Estados Unidos y se le acusó de dirigir el partido "a distancia" a través del teléfono, fax y correos. Adicionalmente, Raúl Leis miembro fundador del partido renunció tras las elecciones por diferencias de criterio y también hubo problemas con los legisladores electos, de los cuales algunos fueron procesados internamente por asociarse con otros partidos. A finales de 1995, la legisladora Gloria Young fue elegida como presidenta del partido por parte de grupos contrarios a Blades, pero las disputas no cesaron y en agosto de 1996 fue repuesto Blades en el cargo y Young fue expulsada posteriormente del partido, acusando a Blades de venderse ante al gobernante Partido Revolucionario Democrático (PRD). 
En las elecciones generales de 1999, Blades había decidido personalmente apoyar a la candidata Mireya Moscoso del arnulfismo, pero la dirigencia del partido lo desestimó y decidieron ir en alianza con el PRD y apoyar al candidato Martín Torrijos. Debido a la continúas disputas internas, la ausencia física de Blades por motivos artísticos y la no definición de un candidato, Papa Egoró apenas sacó 20.217 votos (1,58% del total) y sin obtener un escaño, por lo que según la norma electoral provocó la desaparición del partido, al no llegar al 5% de los votos. 